# Machaerina angustifolia
Machaerina angustifolia är en halvgräsart som först beskrevs av Charles Gaudichaud-Beaupré, och fick sitt nu gällande namn av Tetsuo Michael Koyama. Machaerina angustifolia ingår i släktet Machaerina och familjen halvgräs. Inga underarter finns listade i Catalogue of Life.

## Bildgalleri

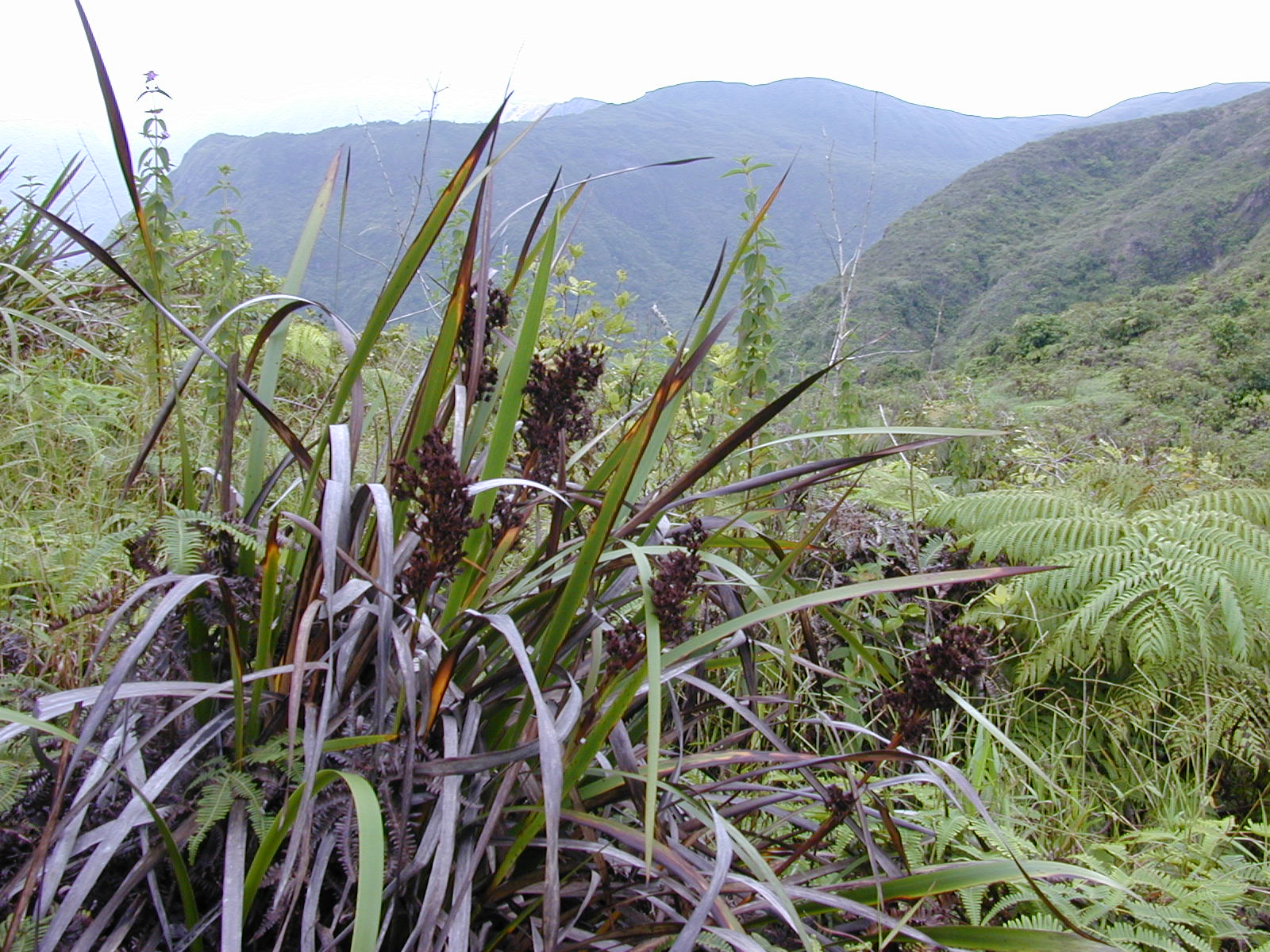
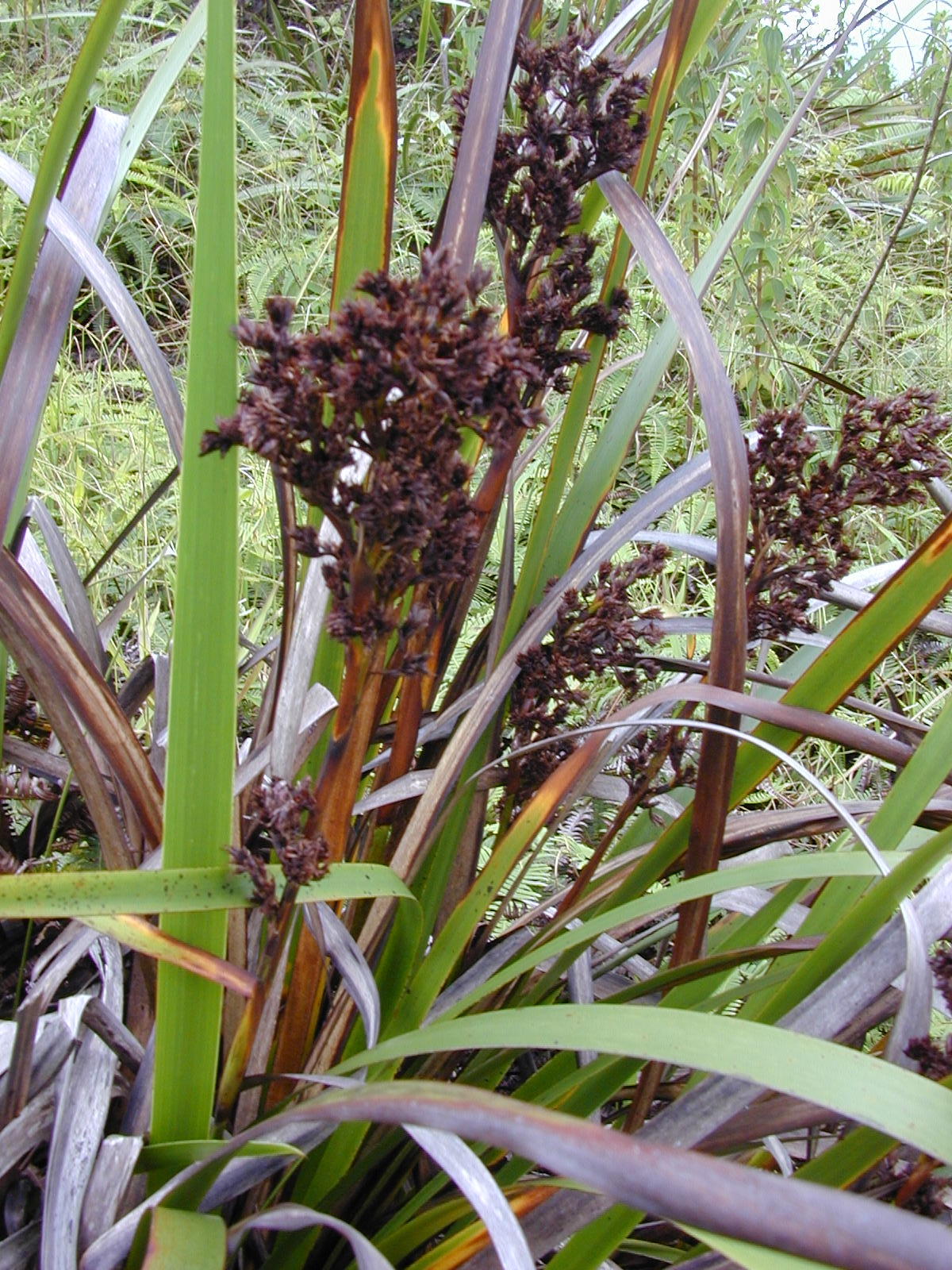
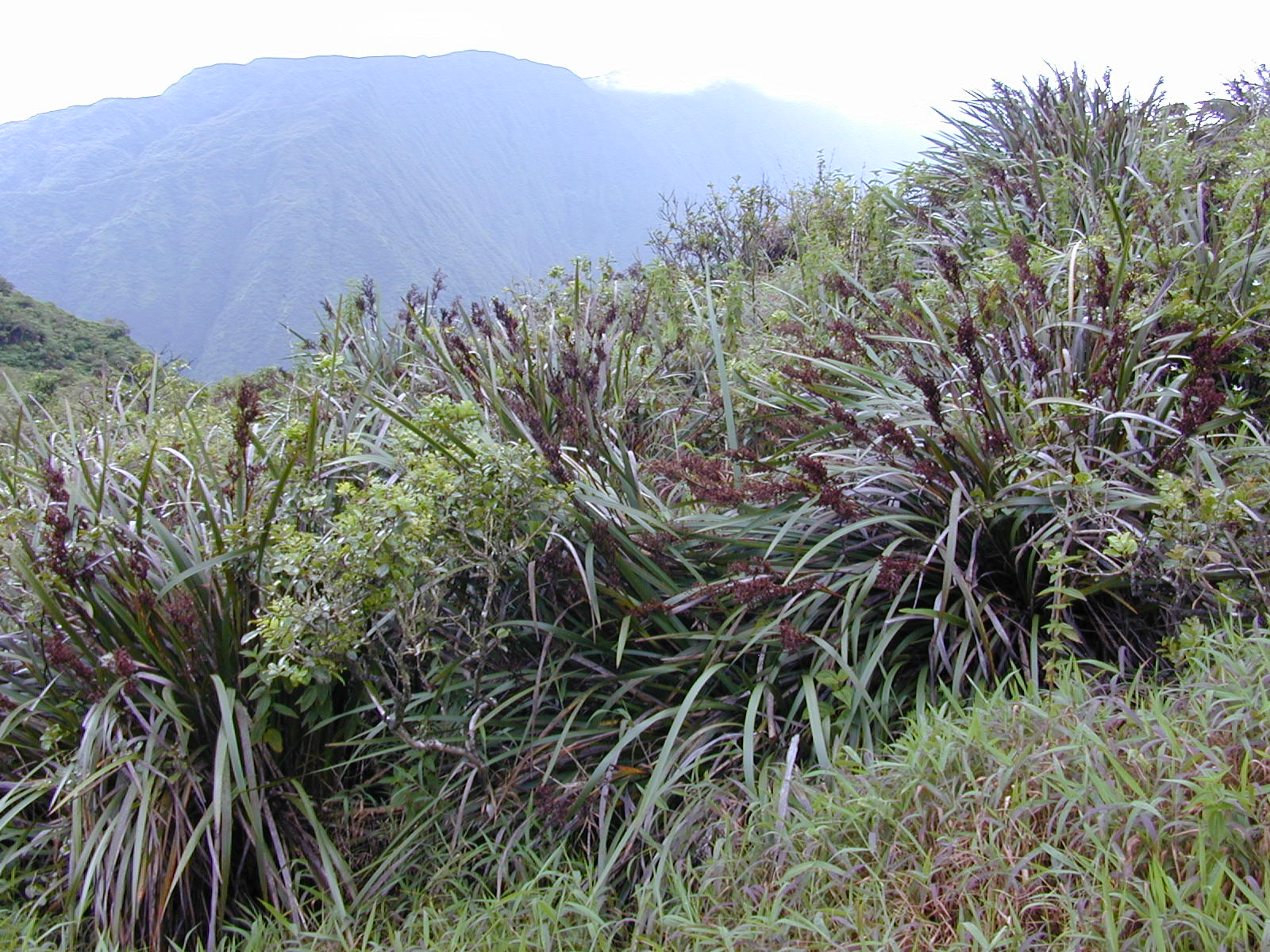
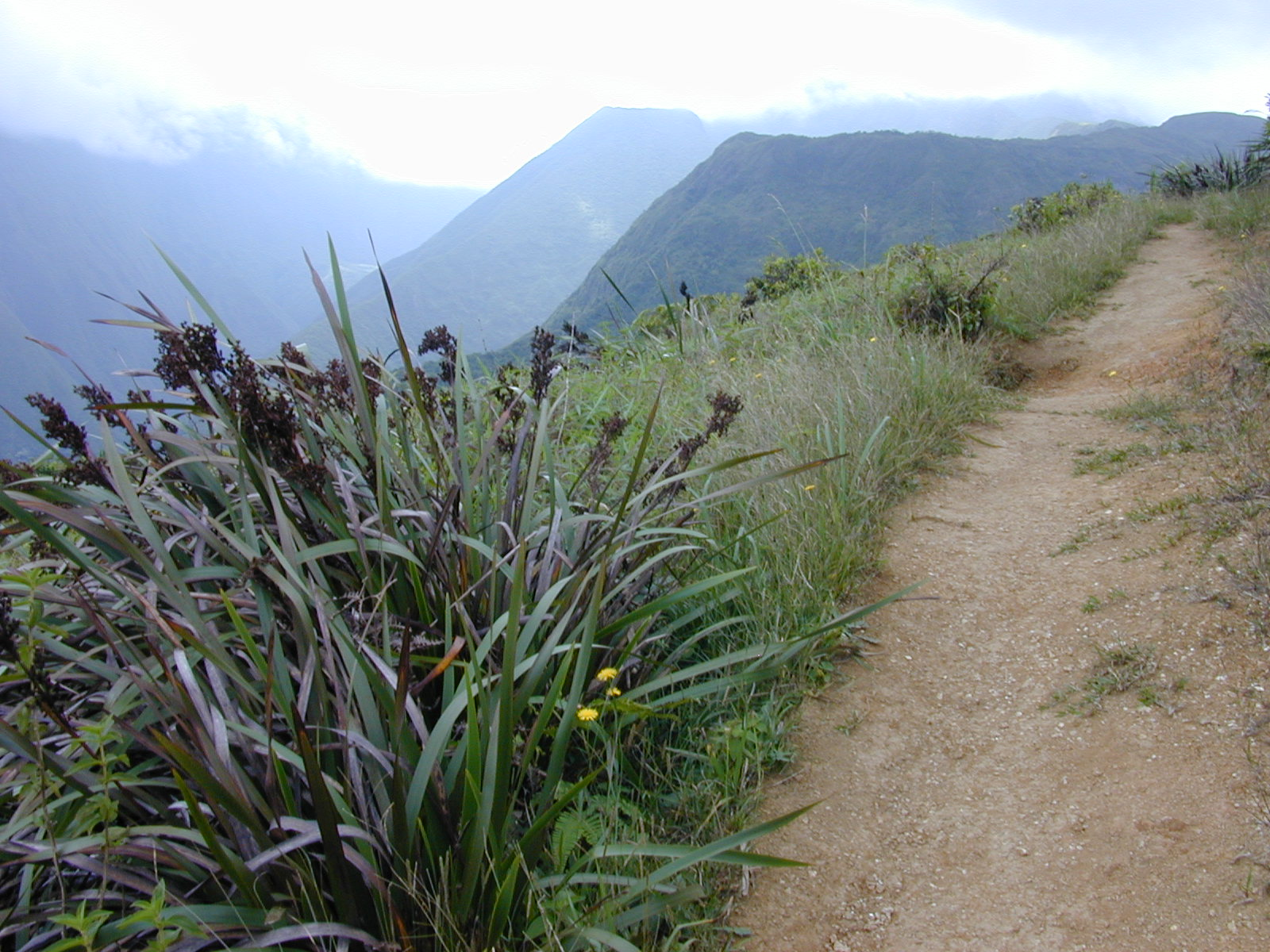